# Annette Warsönke
Annette Warsönke (* 1969 in München) ist eine deutsche Autorin, Freie Lektorin und Dozentin.

## Leben
Annette Warsönke wurde in München geboren. Sie hat Rechtswissenschaft studiert und in diesem Bereich mehrere Bücher veröffentlicht. Des Weiteren ist sie als freie Lektorin ADM (zertifiziert von der Akademie der Deutschen Medien) und Dozentin tätig. Sie lebt südlich von München.
Warsönke ist Mitglied im Montségur Autorenforum, bei den Mörderischen Schwestern e.V. (Vereinigung deutschsprachiger Kriminalautorinnen) und im Syndikat (Autorengruppe Deutschsprachige Kriminalliteratur).

## Veröffentlichungen

### Fachbücher
- Abgabenordnung leicht gemacht, 4. Auflage, Ewald von Kleist Verlag, Berlin 2013, ISBN 978-3-87440-313-9
- Einkommensteuer leicht gemacht, 3. Auflage, Ewald von Kleist Verlag, Berlin 2015, ISBN 978-3-87440-333-7
- Körperschaftsteuer leicht gemacht, 2. Auflage, Ewald von Kleist Verlag, Berlin 2011, ISBN 978-3-87440-296-5
- Steuerstrafrecht leicht gemacht, 2. Auflage, Ewald von Kleist Verlag, Berlin 2015, ISBN 978-3-87440-322-1

### Kriminalroman
- Die Wahrheit steht zwischen den Seiten. Spielberg-Verlag, Regensburg 2013, ISBN 978-3-940609-94-6

### Thriller
- Tödliche Saiten. Sieben-Verlag, Groß-Umstadt 2014, ISBN 978-3-864432-79-8